# Малая Помошная
Ма́лая Помошна́я (укр. Мала Помічна) — село в Ровнянской сельской общине Новоукраинского района Кировоградской области Украины.
Население по переписи 2024 года составляло 226 человек. Почтовый индекс — 27141. Телефонный код — 5251. Код КОАТУУ — 3524083201.